# Haima Automobile

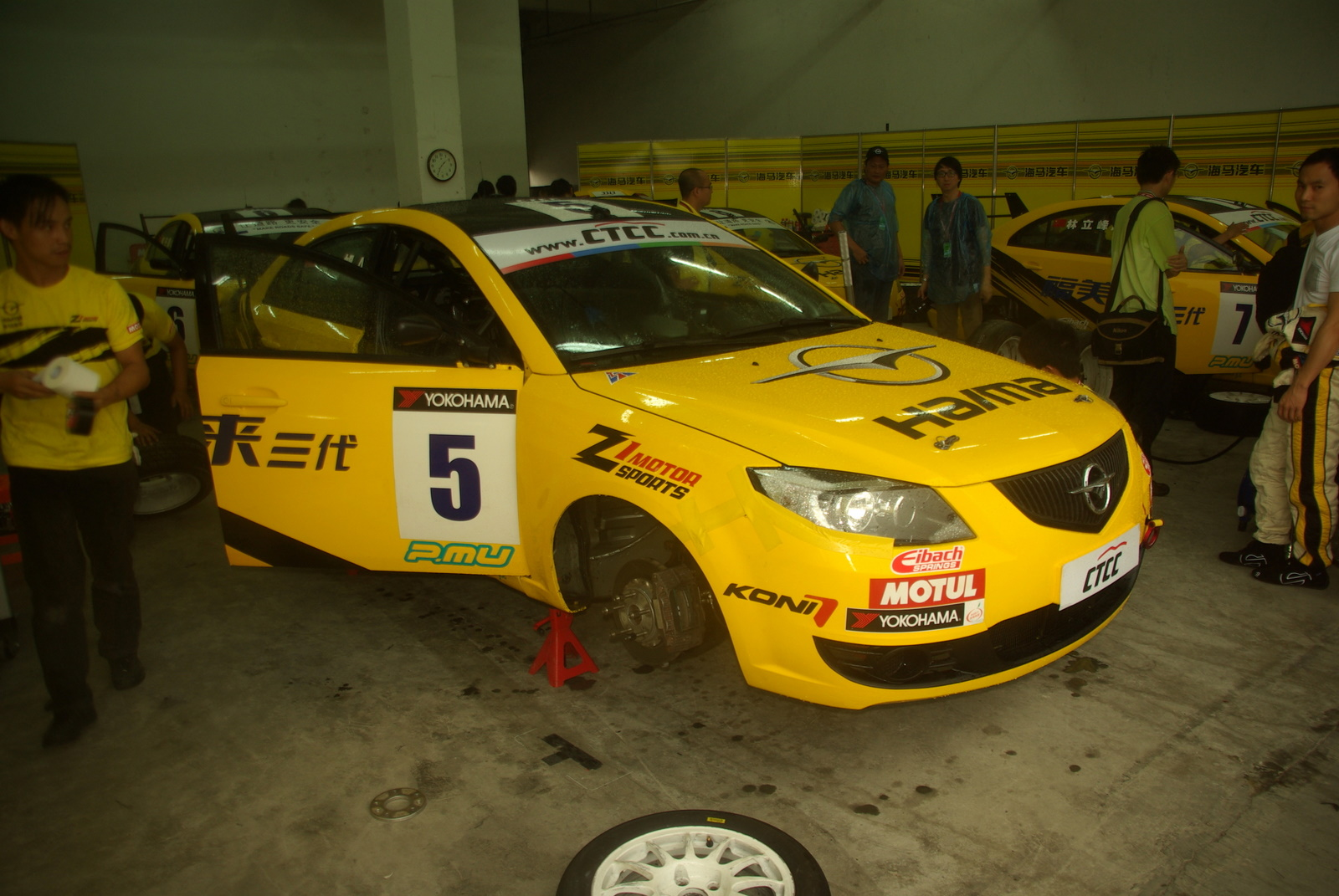
Гоночный автомобиль

Haima Automobile Co., Ltd. — китайский автопроизводитель со штаб-квартирой в Хайкоу, Хайнань. Основным видом деятельности является производство легковых автомобилей для других компаний.
Название Haima является сокращением от «Hainan Mazda». Логотип компании представляет собой руха, улетающего от восходящего солнца.
Также компания Haima участвует в чемпионате China Touring Car.

## История
Компания Haima была основана в январе 1992 года как Hainan Mazda Motor, совместное предприятие правительства провинции Хайнань и Mazda по производству моделей Mazda для продажи в Китае. Соглашение о создании совместного предприятия действовало до 2006 года, когда доля Мазды в Hainan Mazda была приобретена конгломератом FAW Group, и компания Haima стала дочерним подразделением FAW.
В августе 2008 года началось строительство третьего автозавода в провинции Хайнань производственной мощностью 100000 автомобилей в год. Два других завода, вероятно, расположены в Хайкоу и Чжэнчжоу; их производственные мощности составляют 150000 автомобилей в год.
В апреле 2009 года агентство Рейтер сообщило, что партнёрство с Mazda, к тому времени завершившееся, было установлено «для получения технической помощи», поскольку считалось, что компания Haima продавала автомобиль, который казался похожим на одно из предложений Mazda без согласия.
В ноябре 2010 года компанией Derways в Черкесске был открыт завод по сборке разных комплектующих Haima 3.
В декабре 2016 года было объявлено о строительстве завода компании Haima в Болгарии, начиная с 2018 года. После Litex Motors, это вторая китайская компания, построившая завод в Европе.
В июле 2021 года компания FAW безвозмездно передала 49% акций FAW Haima компании Hainan Development Holdings Co., Ltd. (Hainan Holdings). Концерн Haima Automobile владеет 51% акций FAW Haima, в то время как Hainan Holdings владеет 49% акций.

## Продукция

### Выпускаемые автомобили
- Haima 1 «Aishang» (爱尚) — электромобиль
- Haima Fstar — микровэн
- Haima 6P — гибридный кроссовер
- Haima 8S — кроссовер
- Haima 7X/7X-E — минивэн

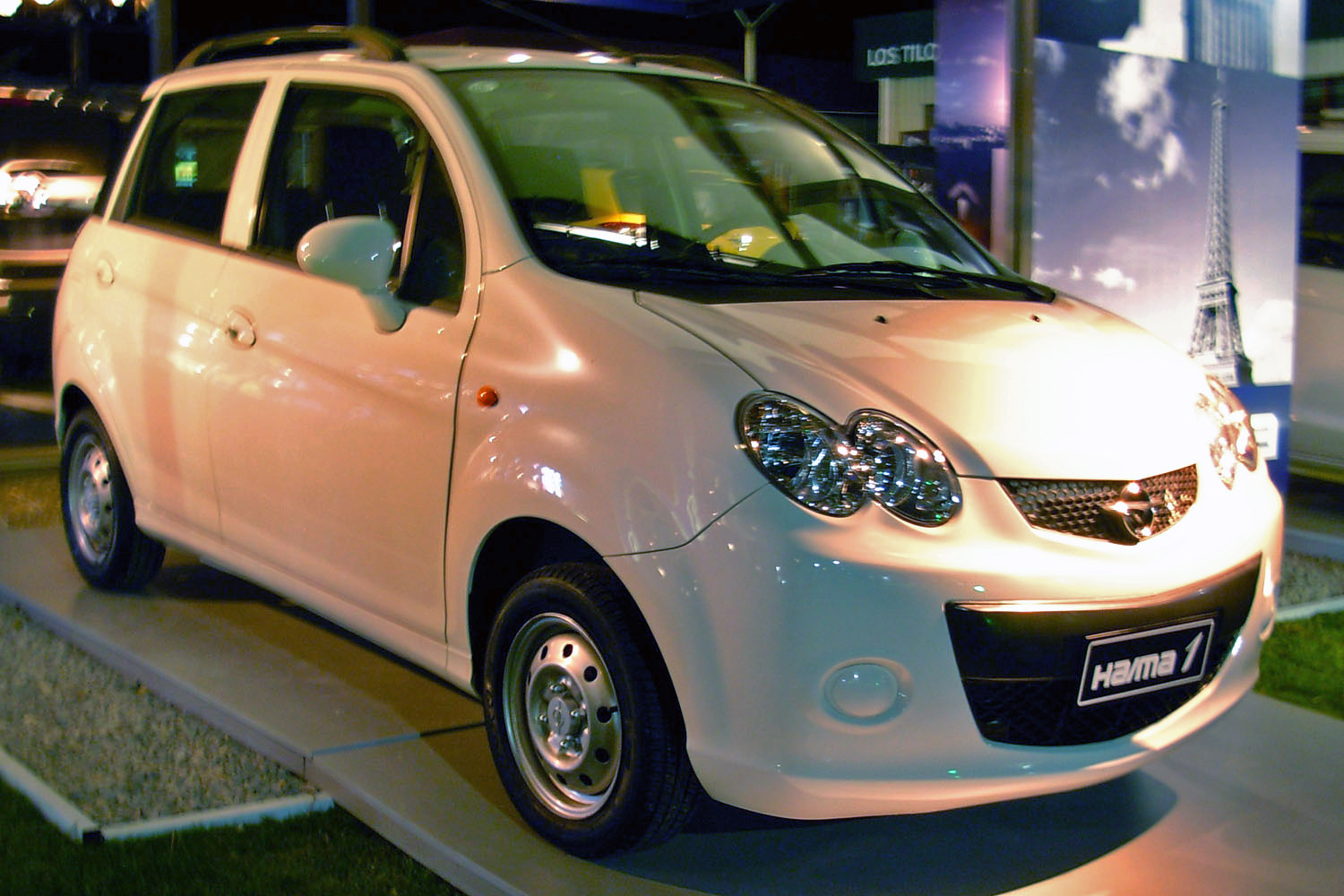
Haima 1
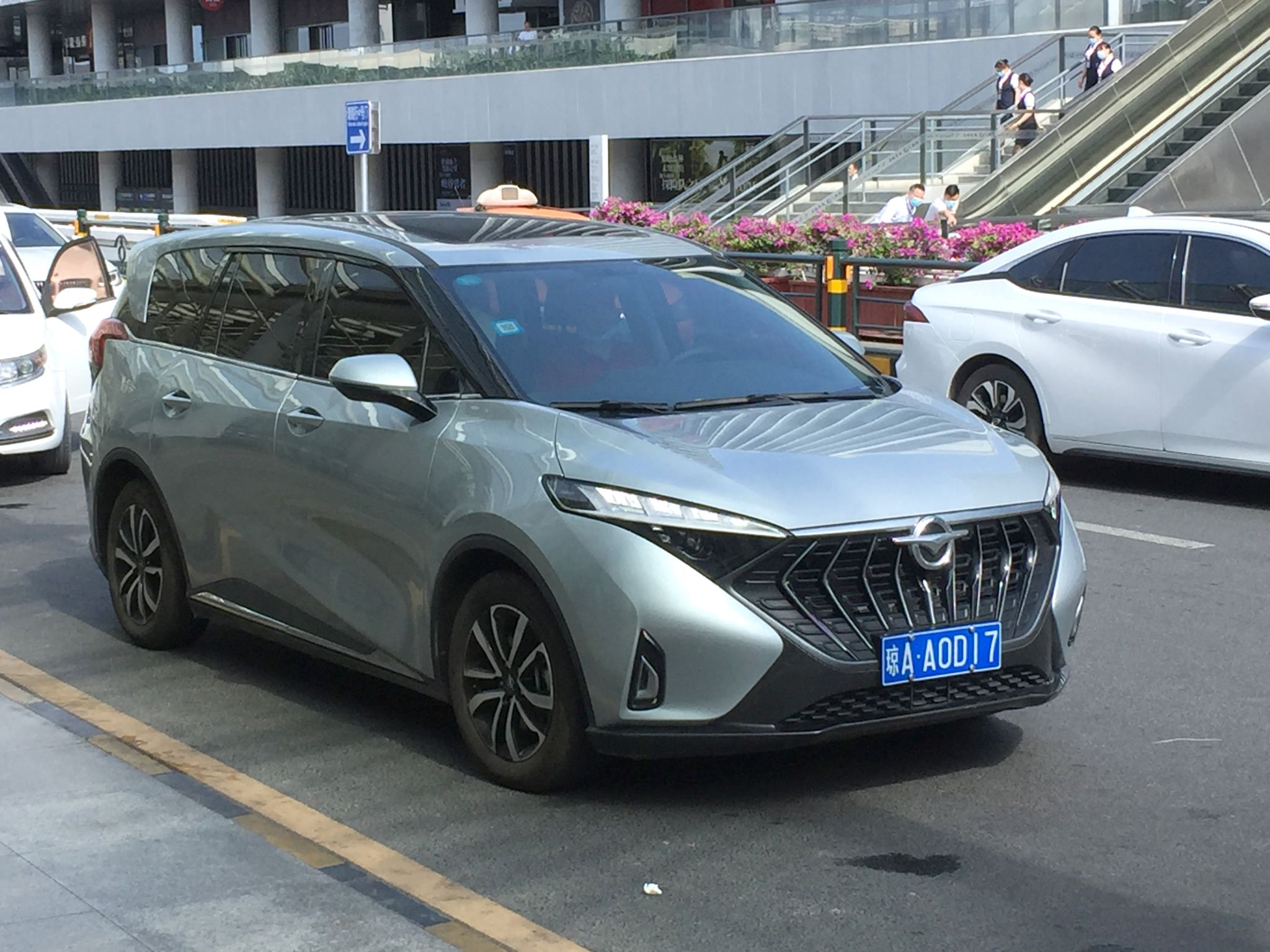
Haima 7X
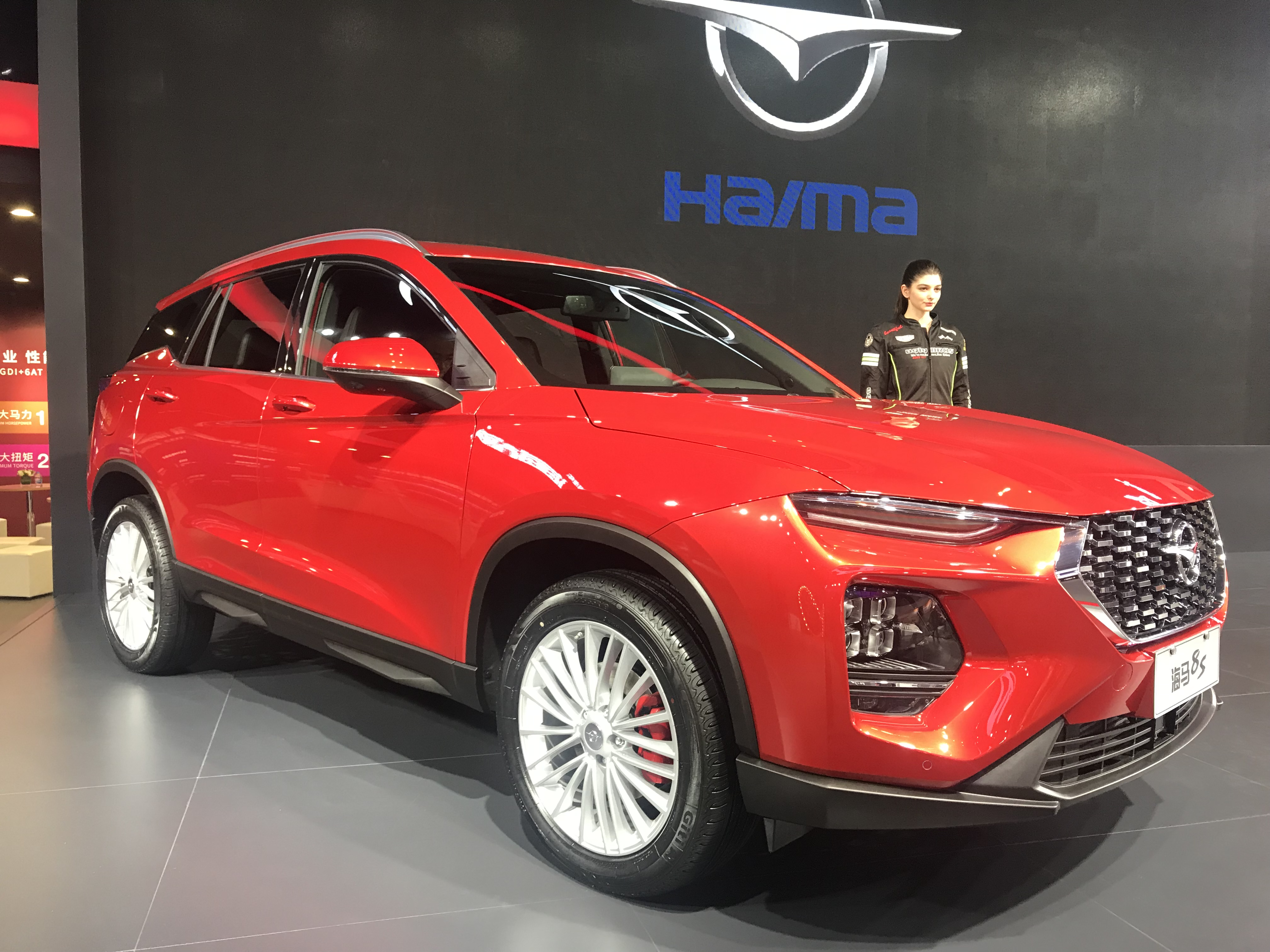
Haima 8S
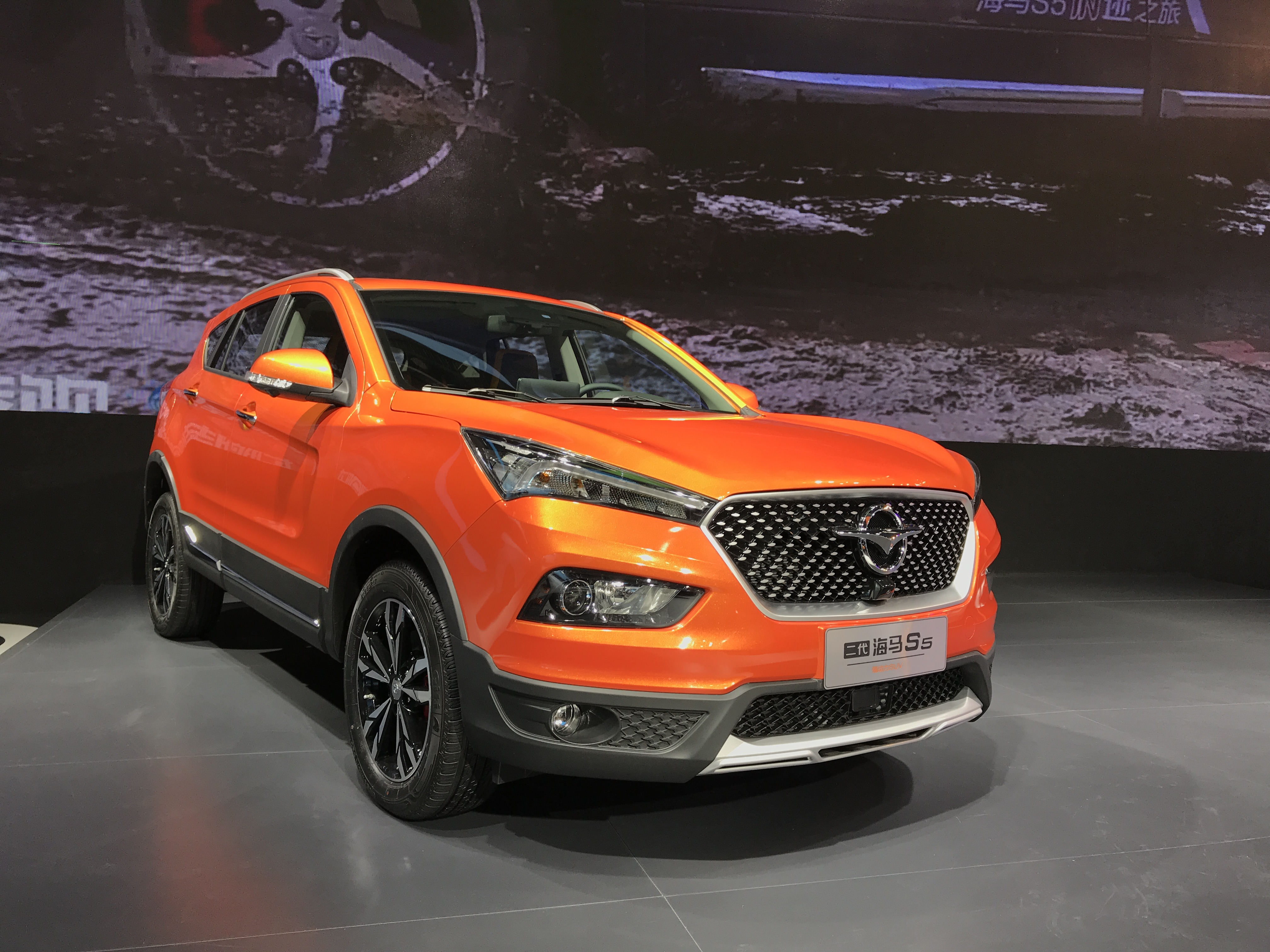
Haima S5/6P

### Модели, снятые с производства
- Haima M3 — седан (1.5 л)
- Haima M5 — седан (1.5—1.6 л)
- Haima M6 — седан
- Haima M8 — седан (1.8—2.0 л)
- Haima Freema (ребеджинг Mazda Premacy)
- Haima S5 — кроссовер (1.6 л)
- Haima S5 Young — кроссовер
- Haima S7 — кроссовер (2.0 л; прежнее название — Haima 7)
- Haima F7 — минивэн (прежнее название — Haima V70)
- Mazda 929
- Haima HMC6450 — минивэн (фургон на базе Mazda MPV (LV))
- Mazda 6440 — минивэн
- Haima 3 — хетчбэк (1.6 л)
- Haima 3 — седан (1.6 л)
- Haima 2 — хетчбэк (1.3—1.5 л)
- Haima 1 «Aishang» (爱尚; 1.0 л)
- Haima 1 «Prince» (王子; 1.0 л)
- Haima HMC6470L — универсал (ребеджинг Mazda Luce)
- Haima Family/Happin (CA7130) — седан
  - Family VS — седан/хетчбэк (1.6 л; ребеджинг Mazda 323/Mazda Familia)
- Haima CA6430M — хетчбэк

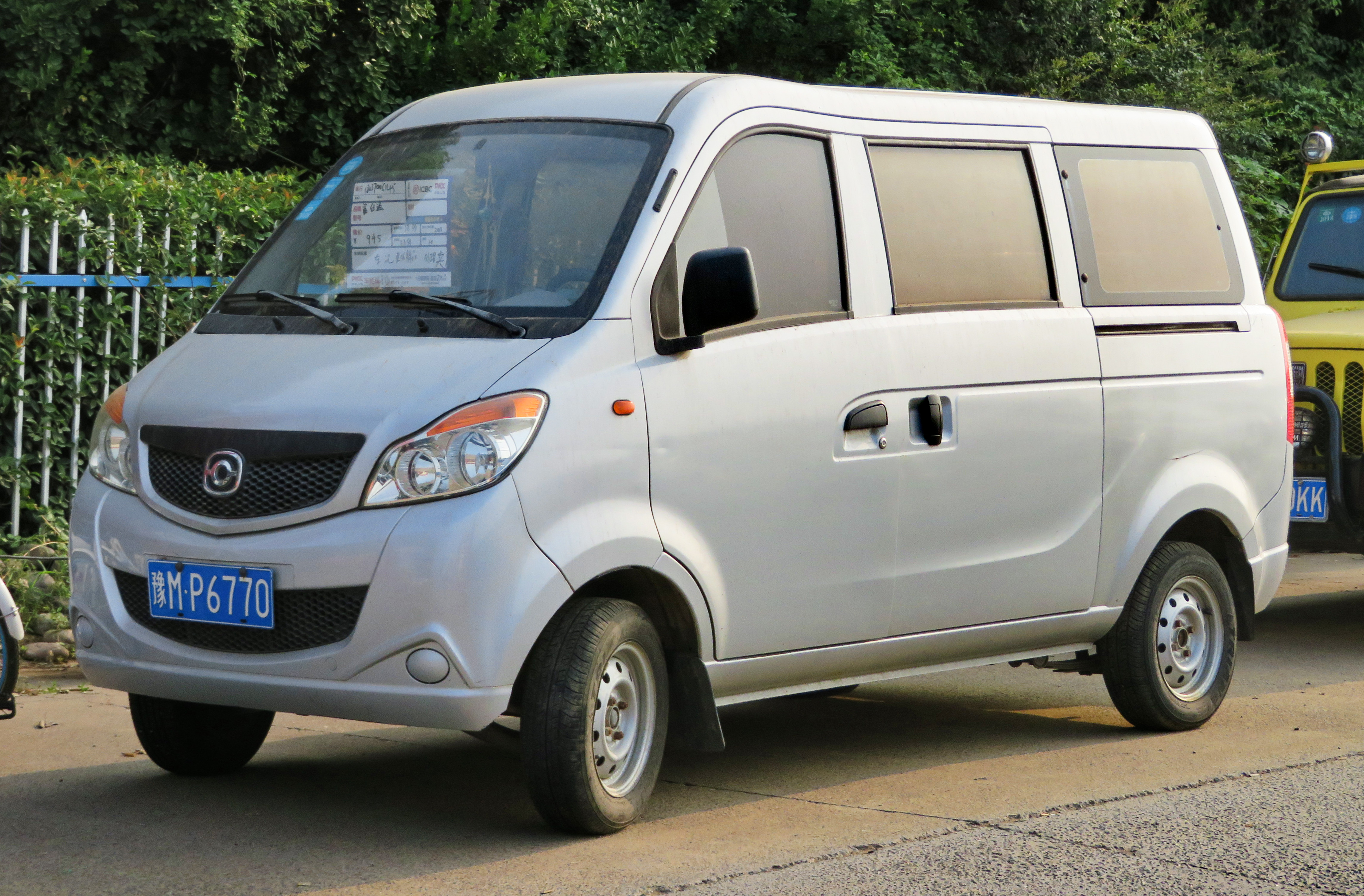
Haima Fstar
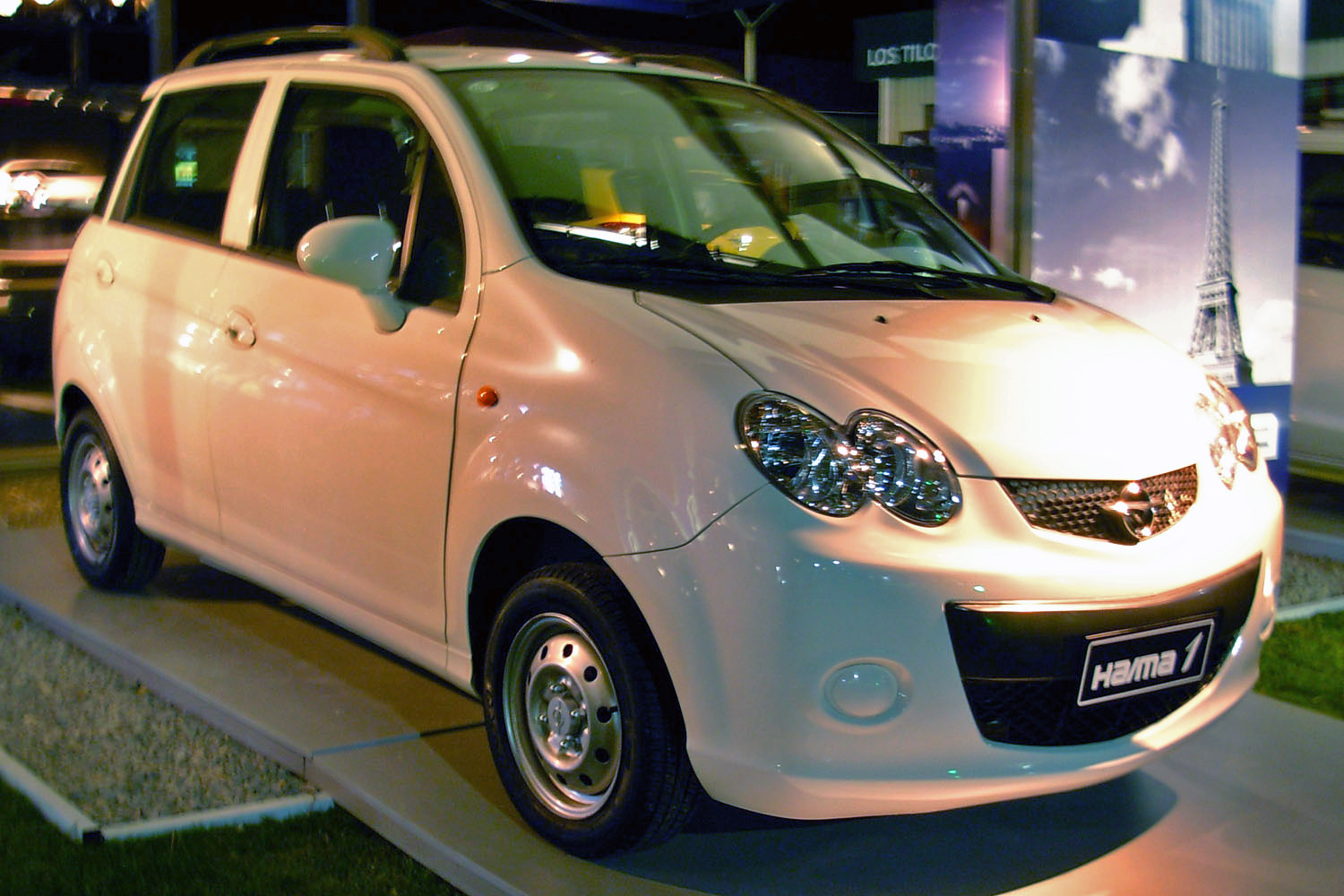
Haima 1
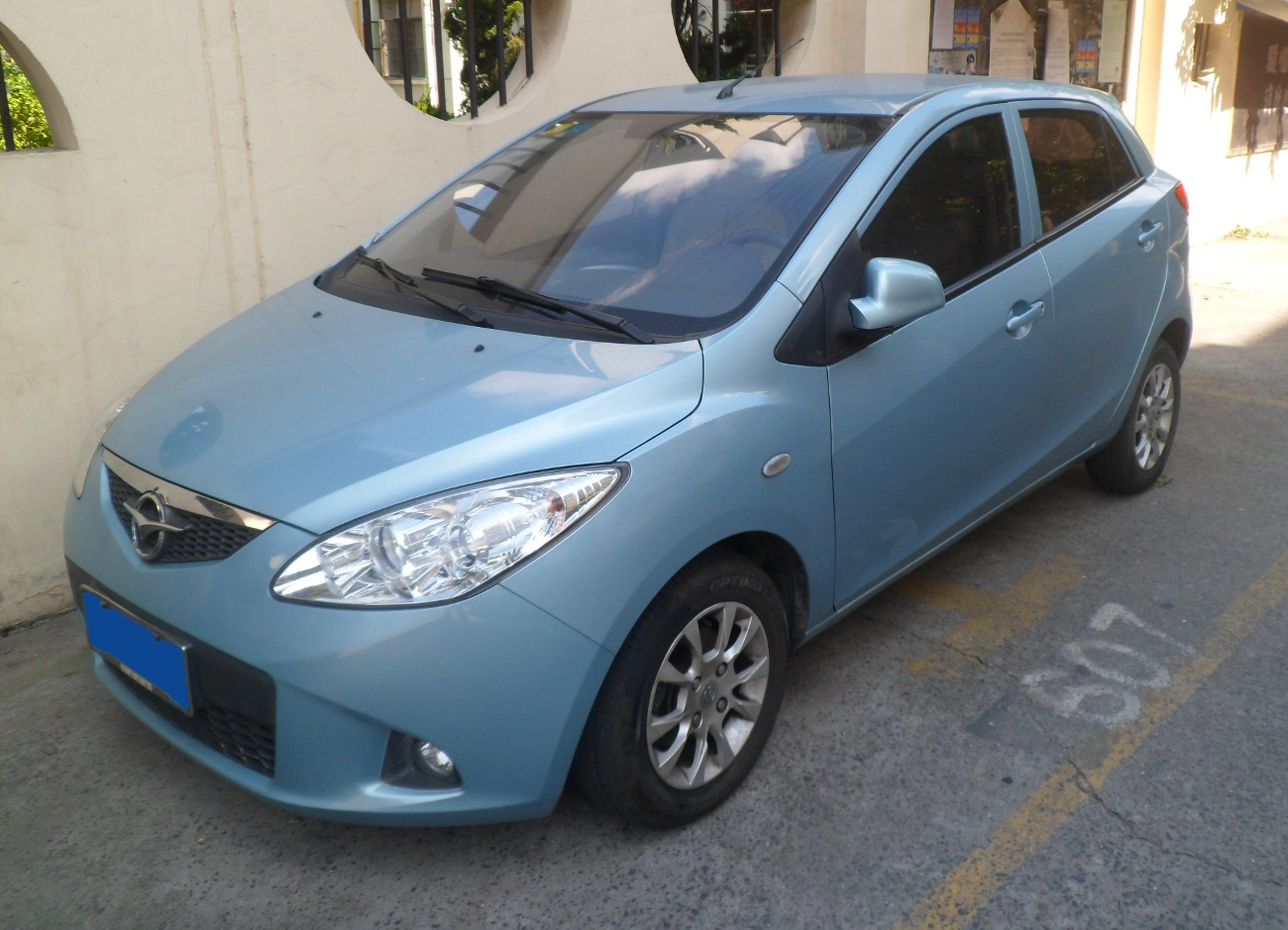
Haima 2
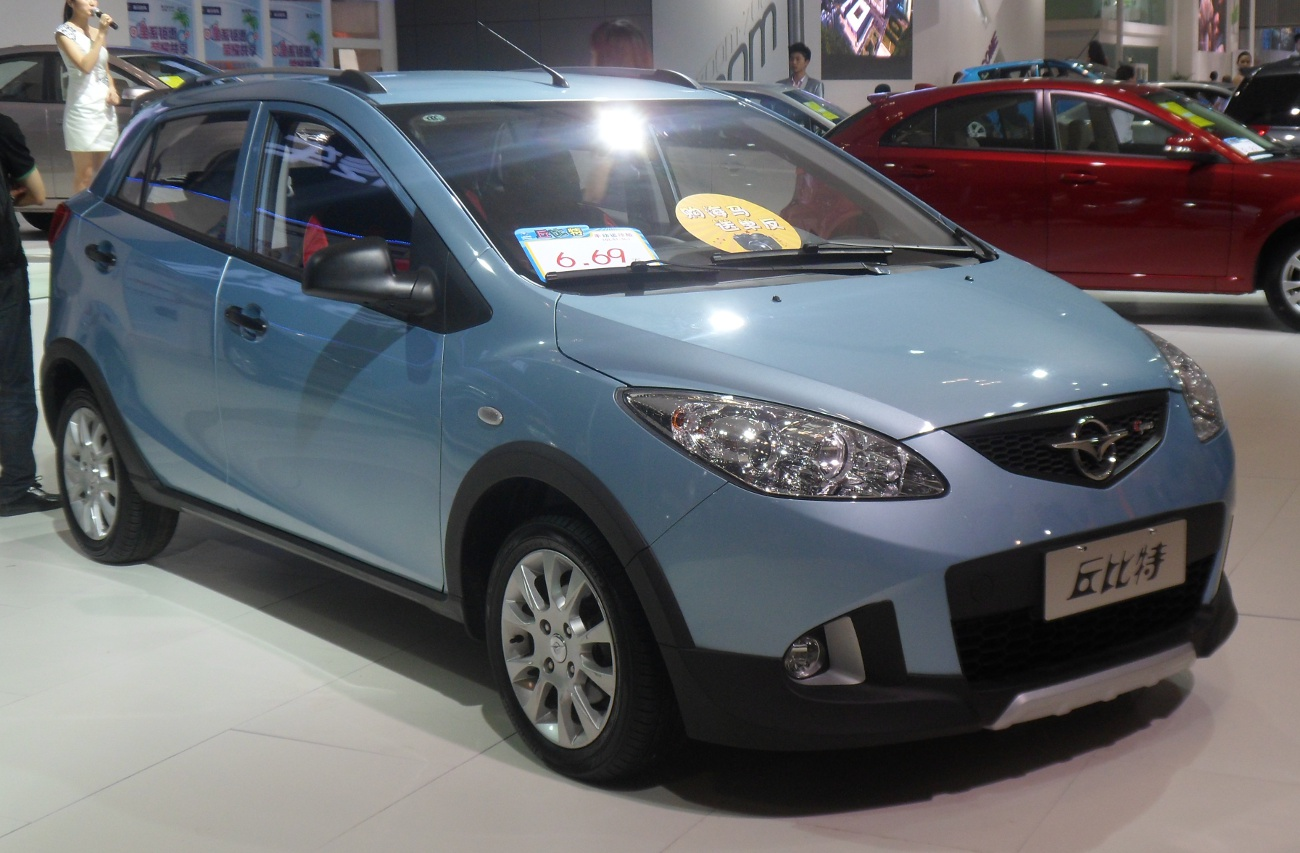
Haima 2 C-Sport
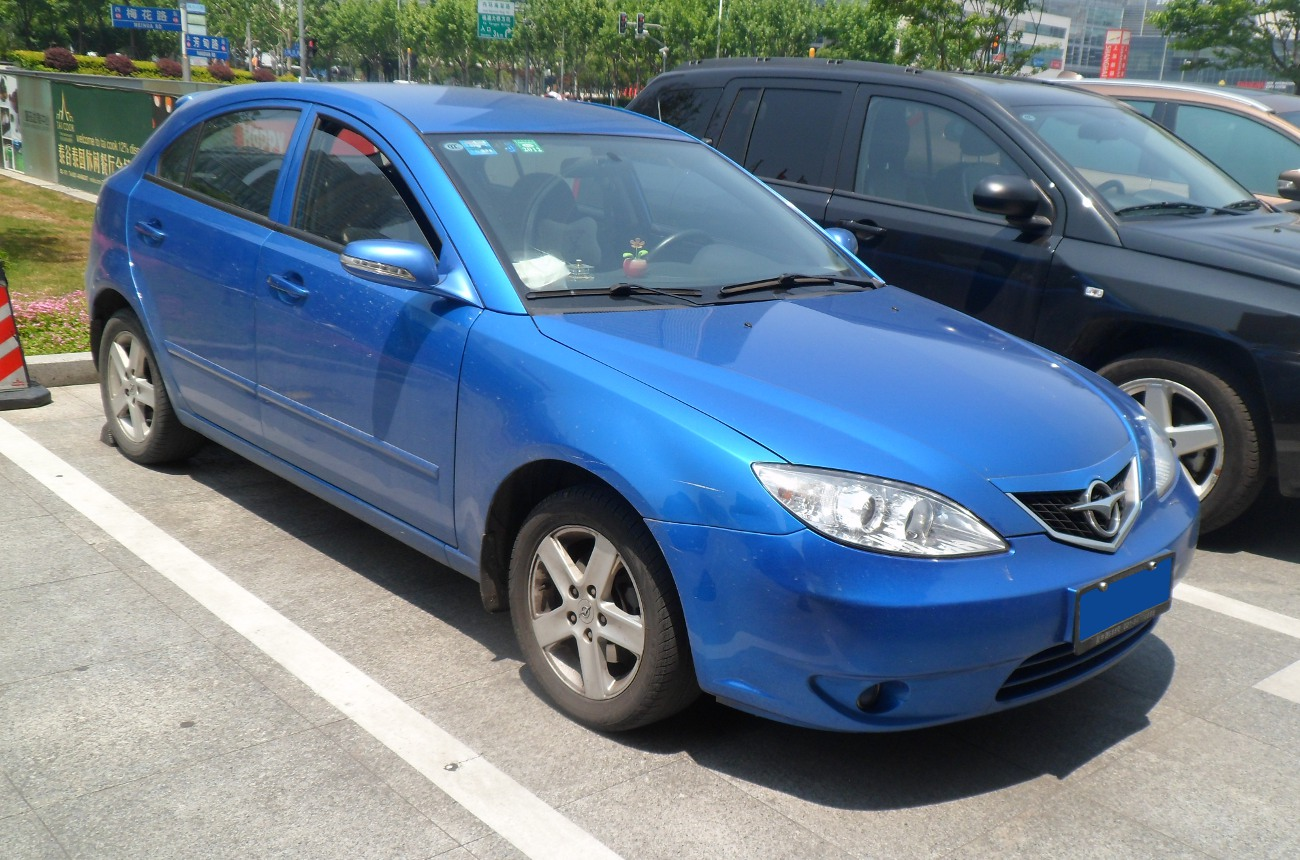
Haima 3
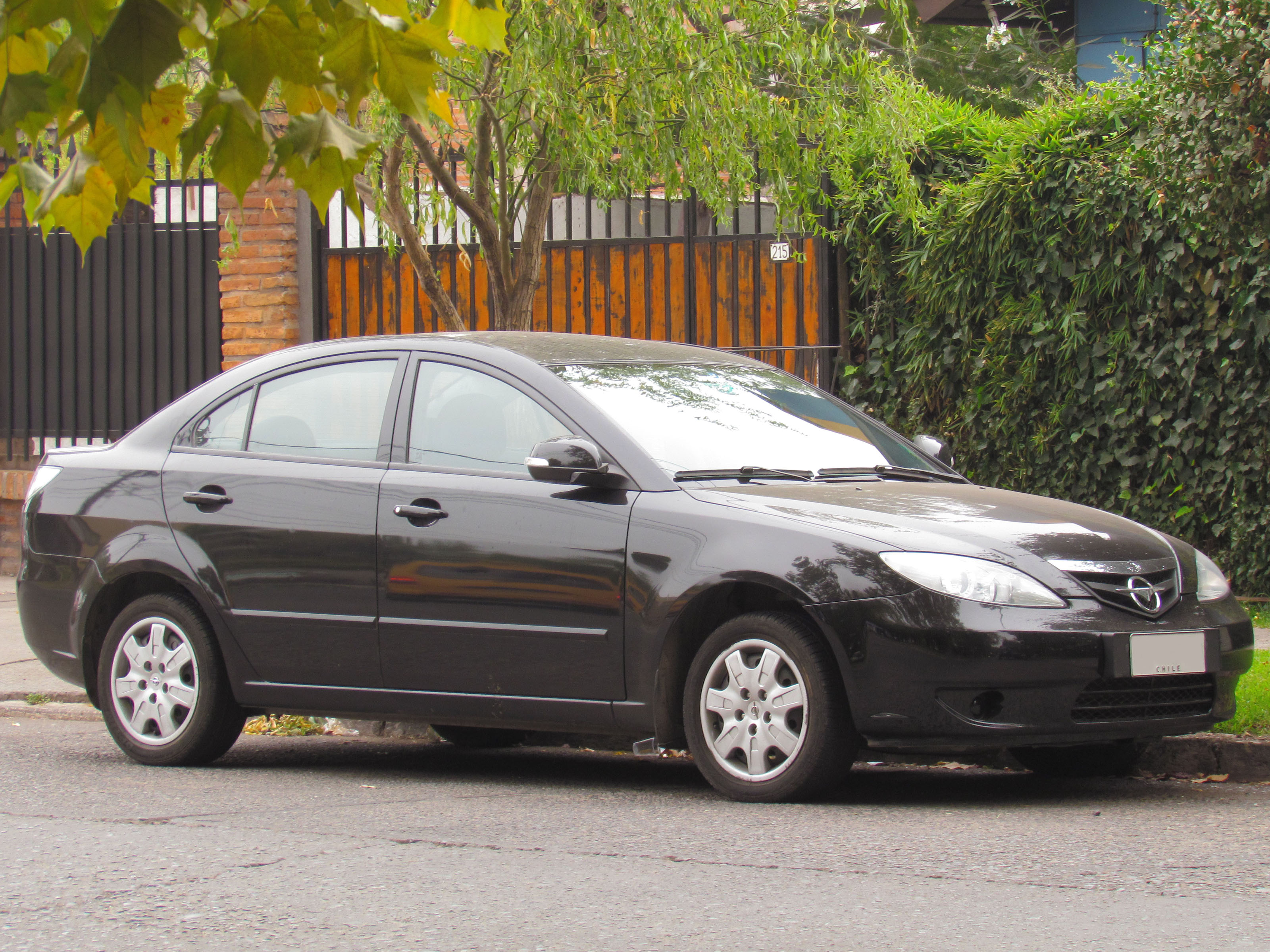
Haima 3 Sedan
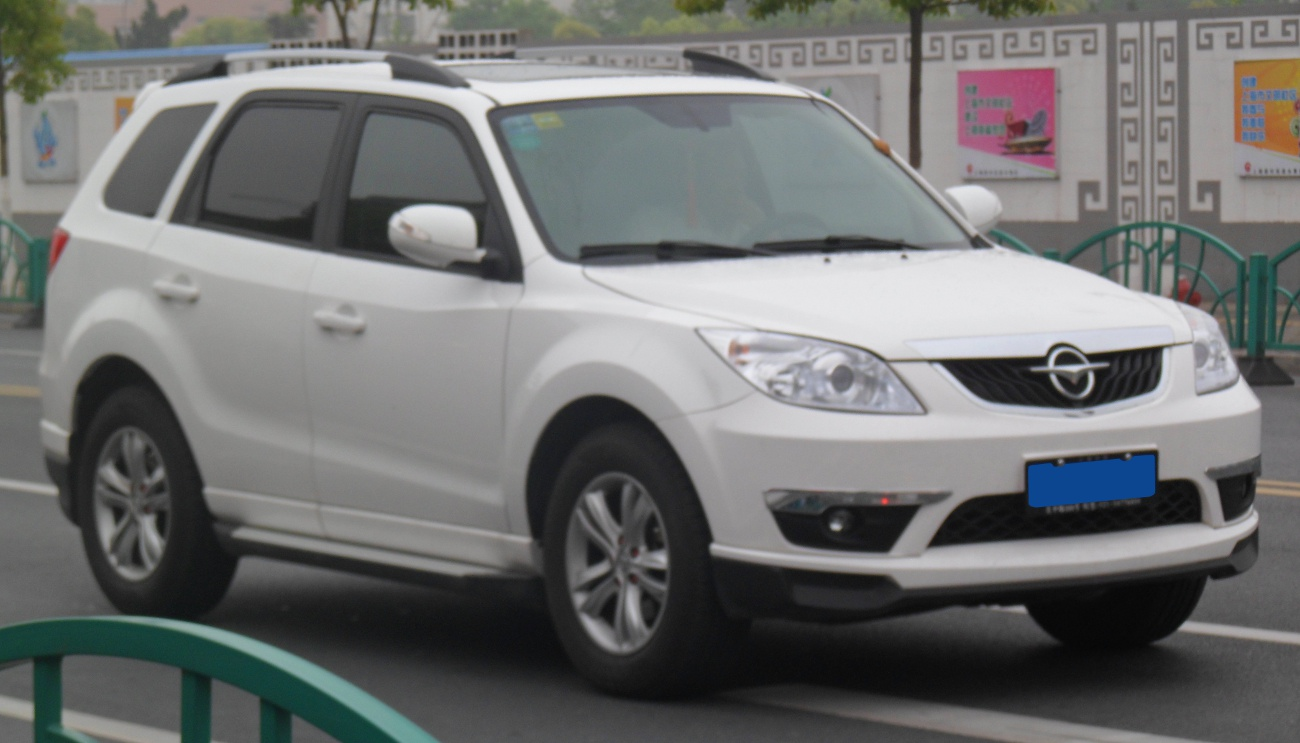
Haima 7
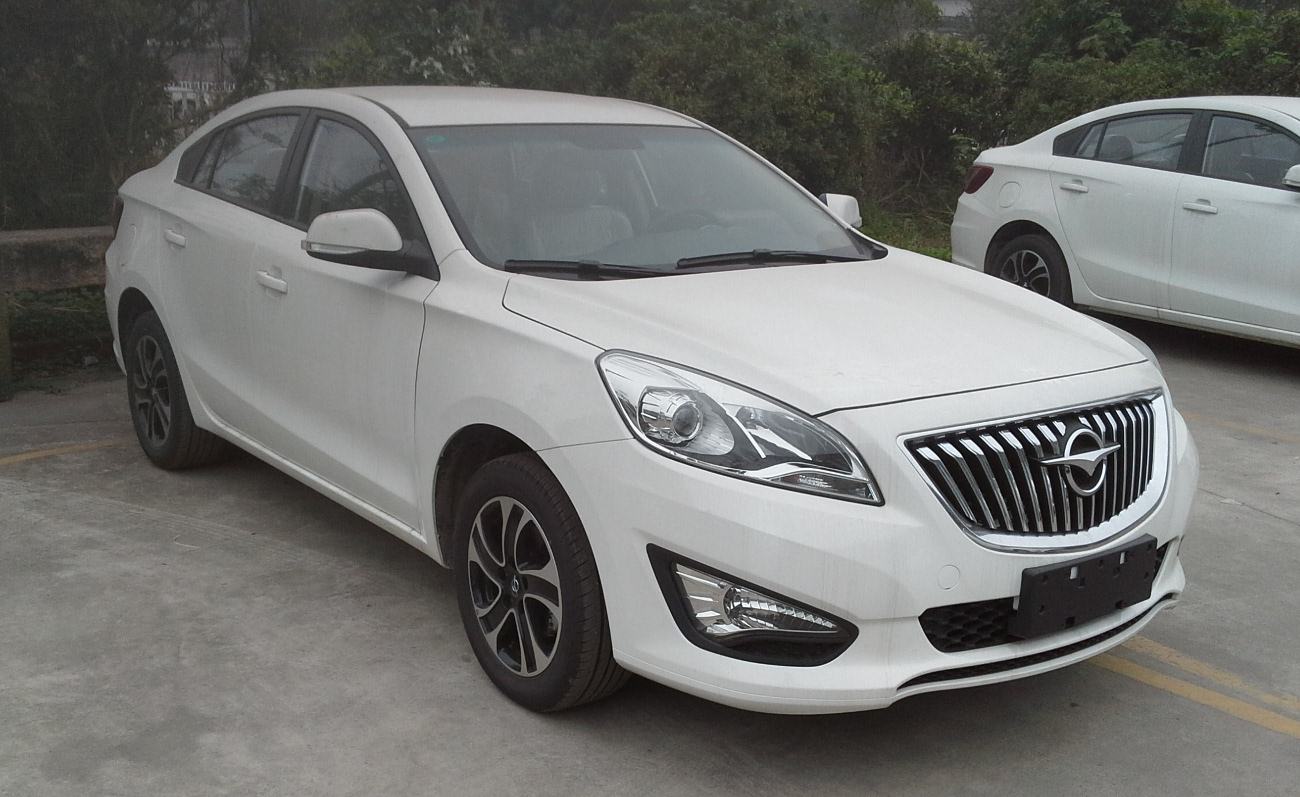
Haima Family
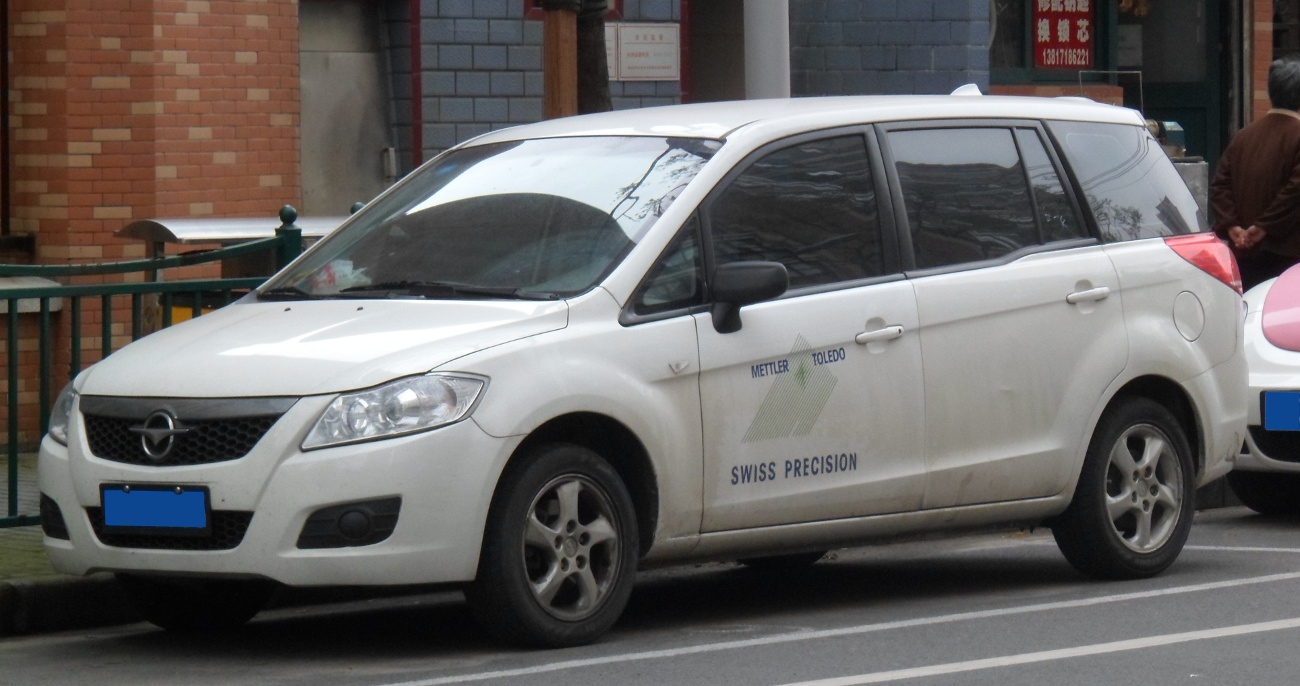
Haima Freema
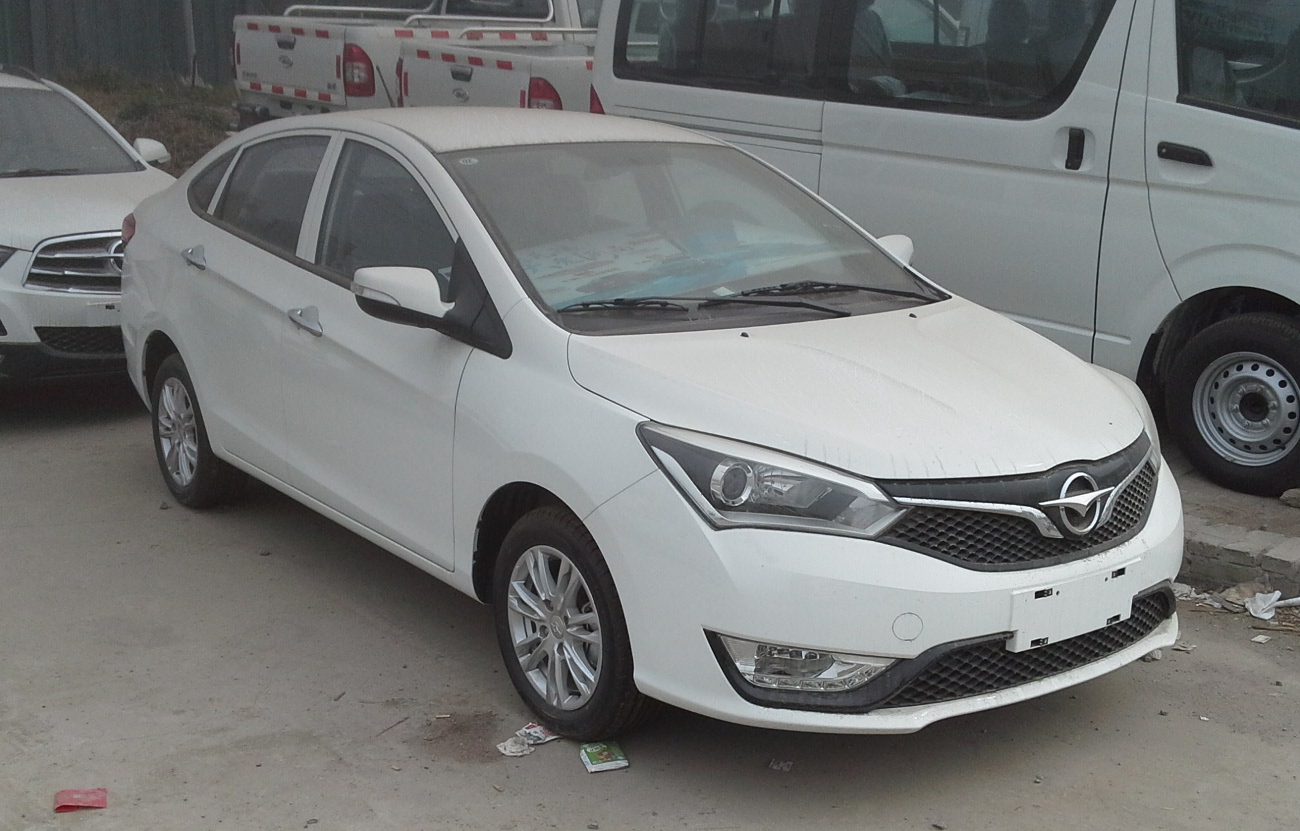
Haima M3
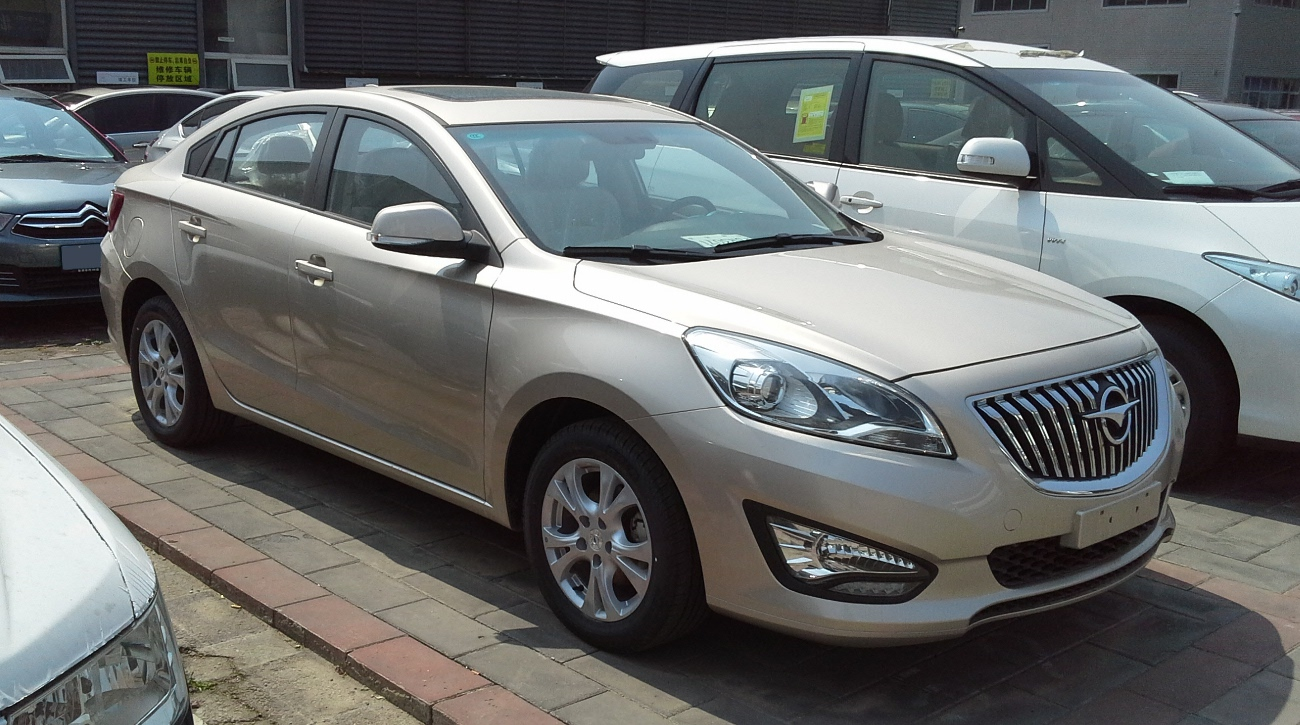
Haima M5
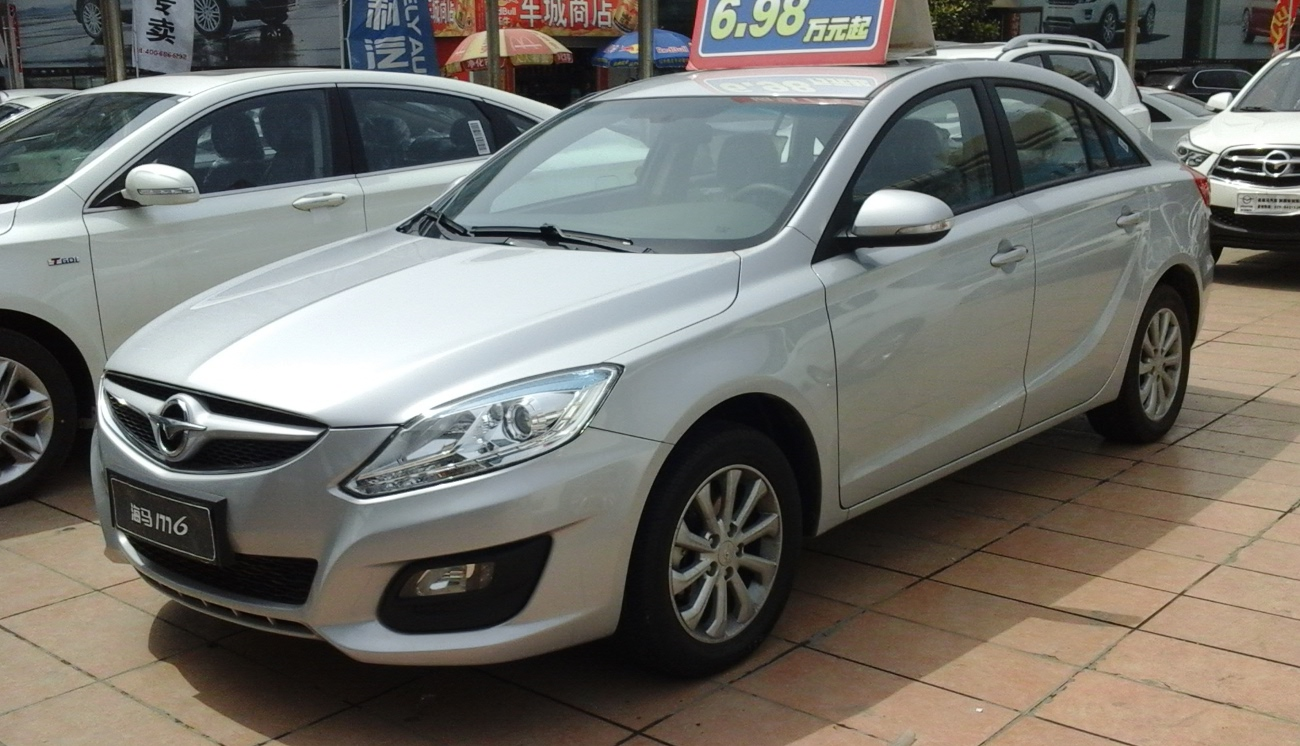
Haima M6
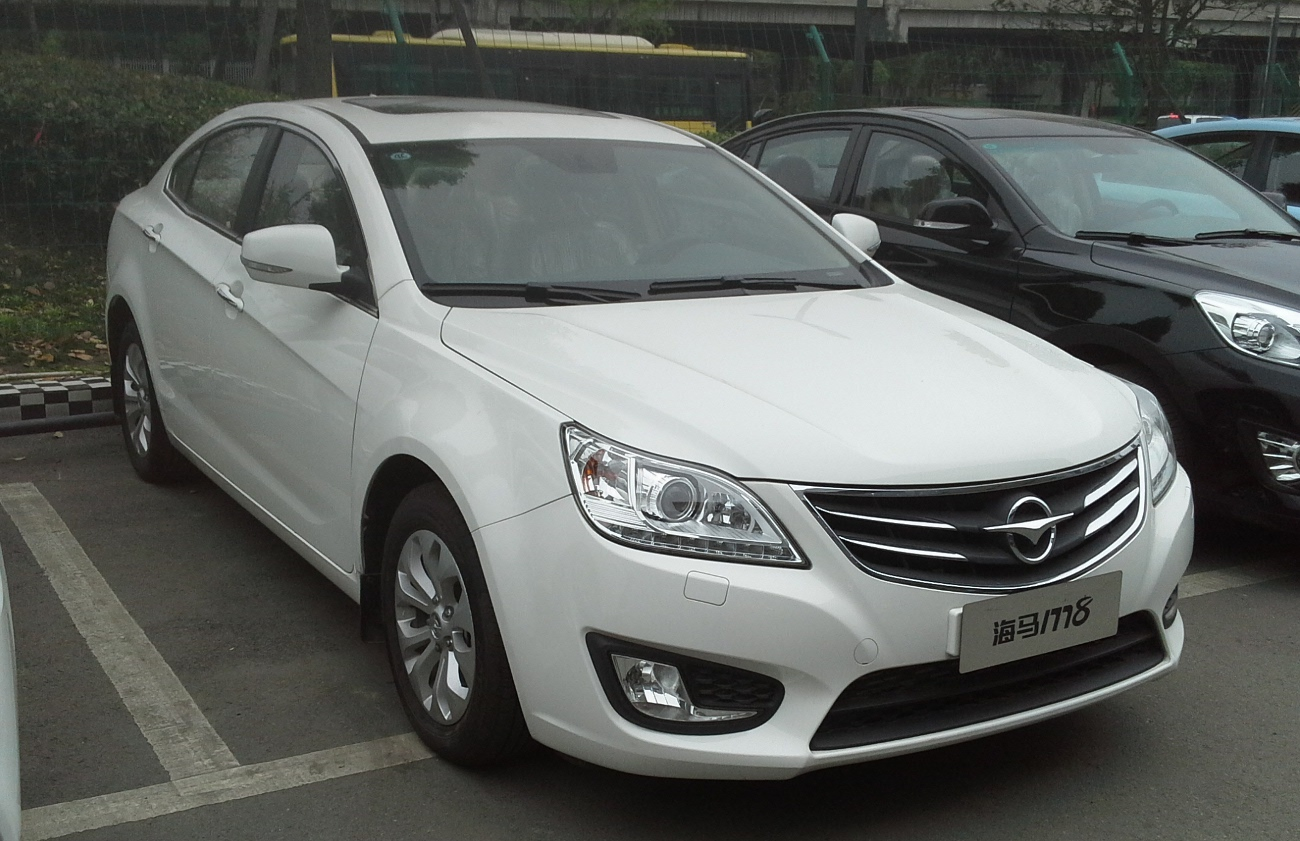
Haima M8
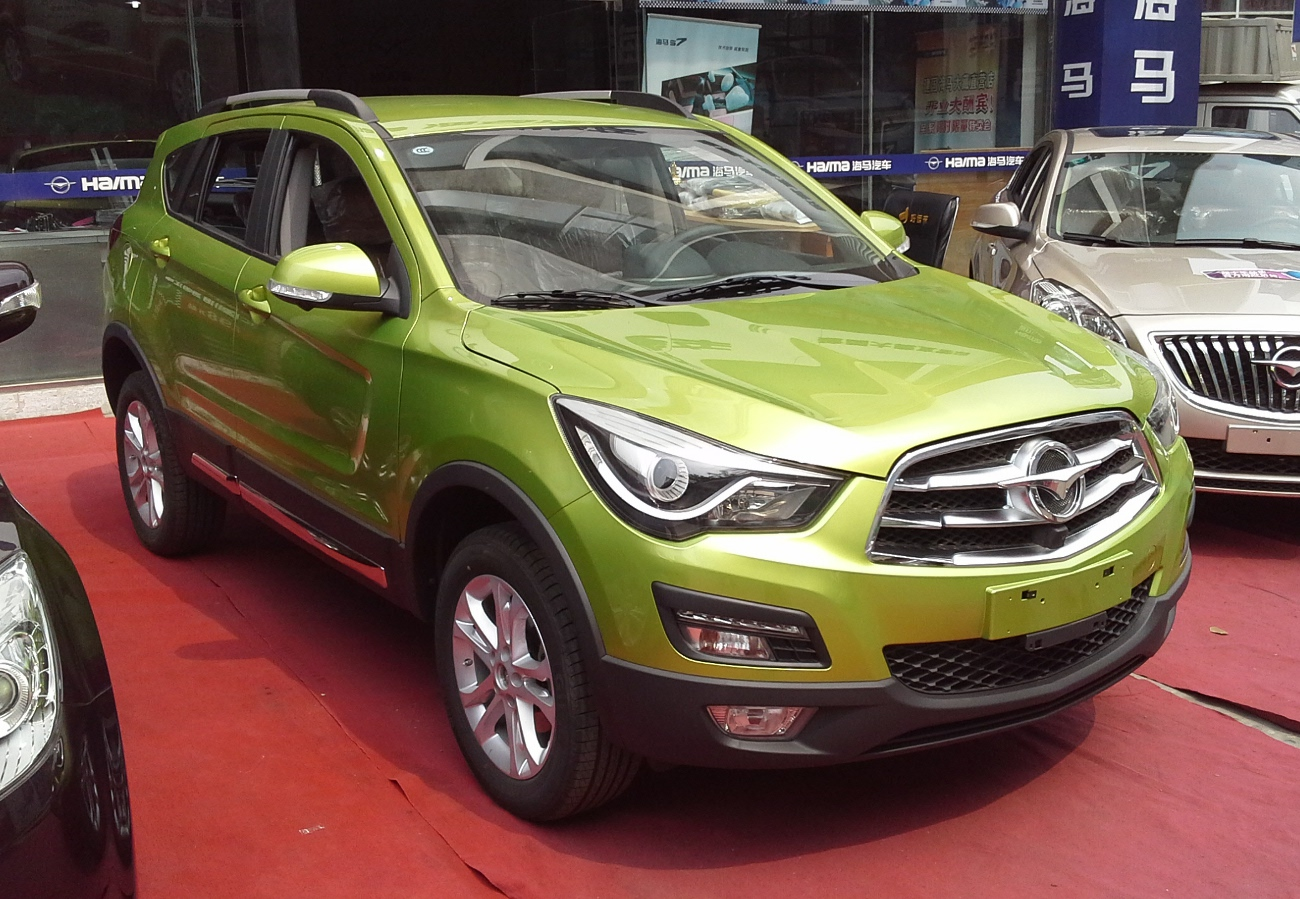
Haima S5
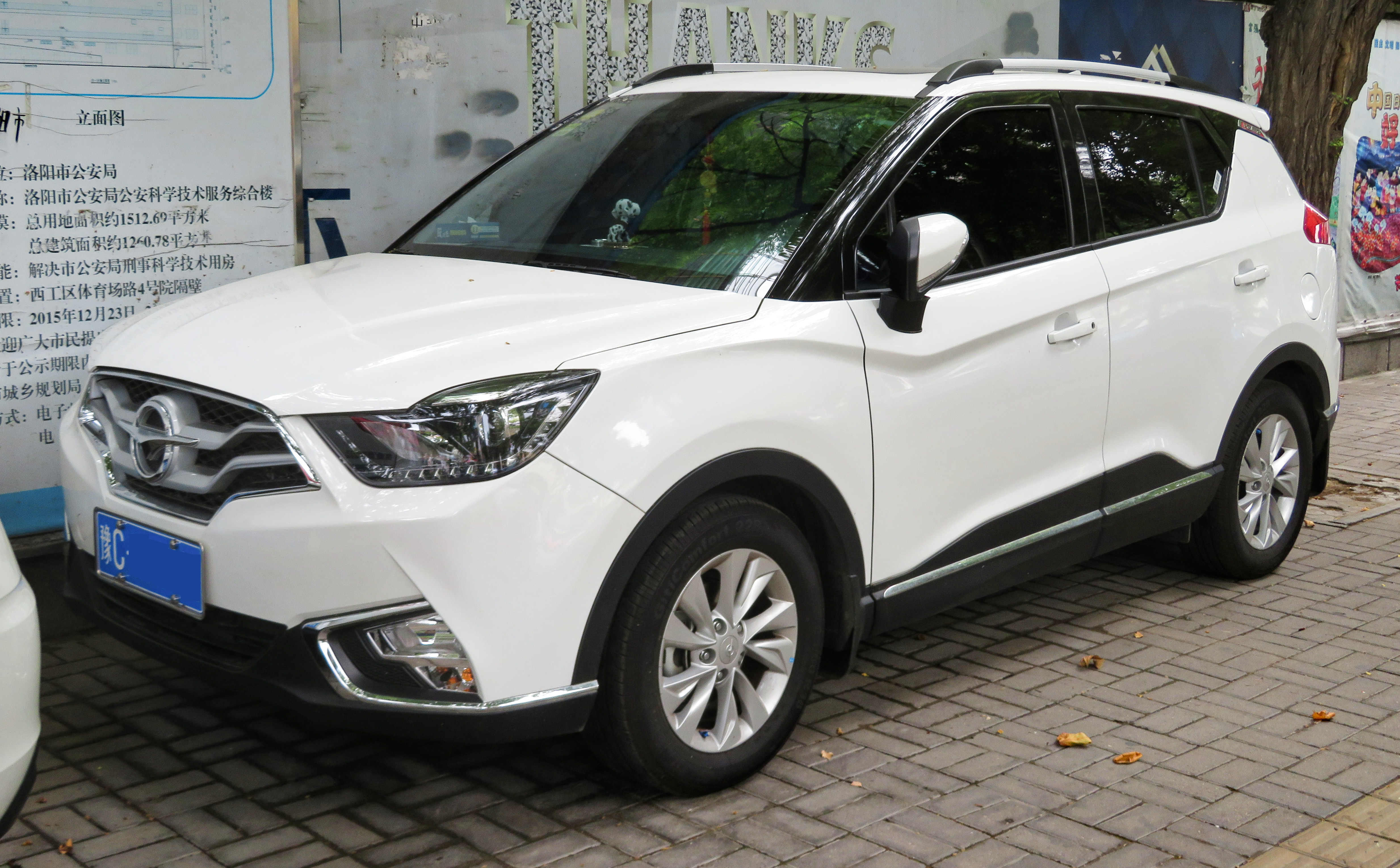
Haima S5 Young
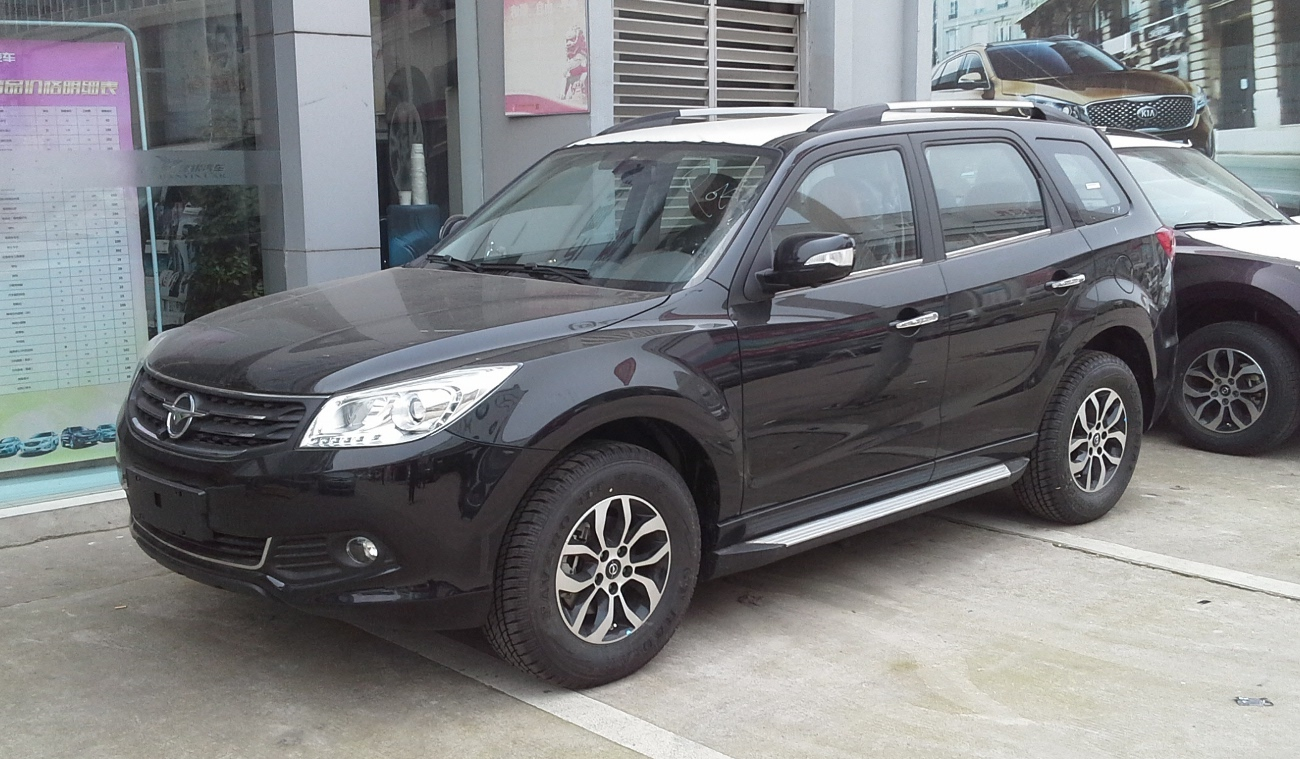
Haima S7
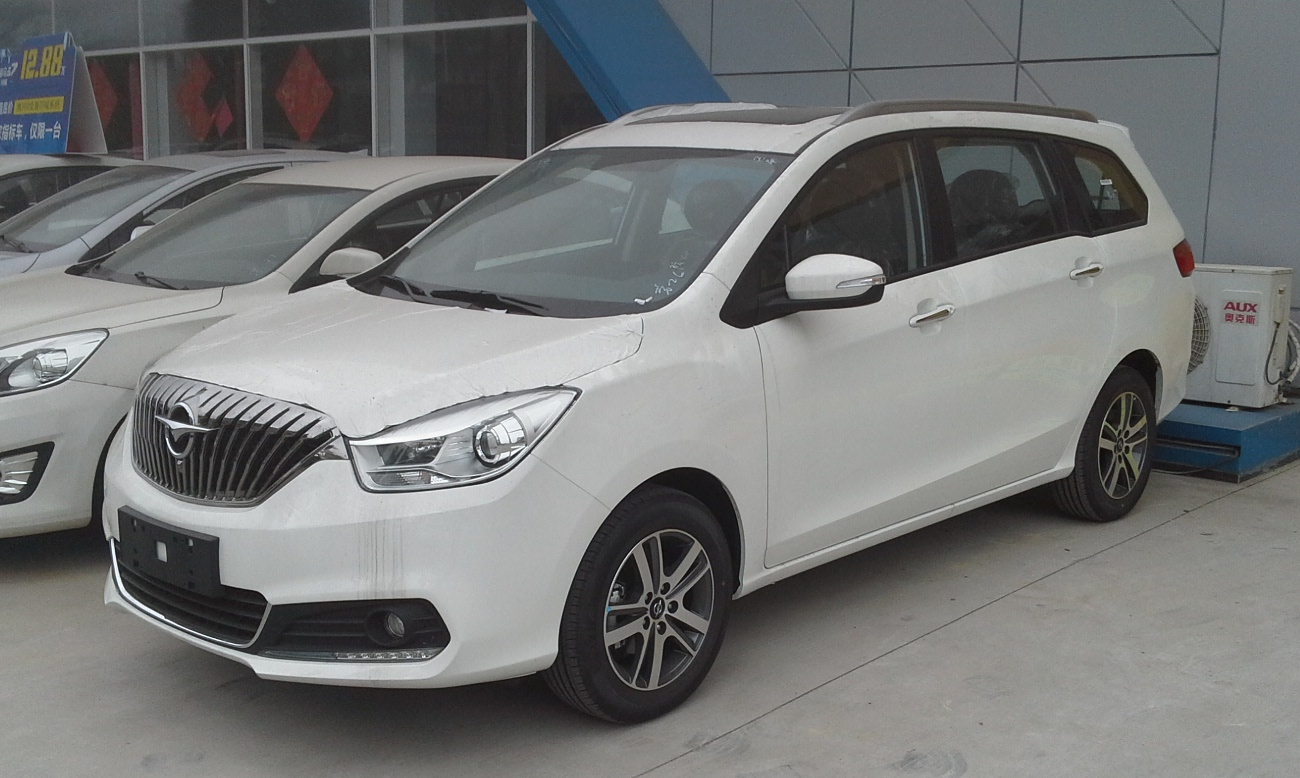
Haima V70
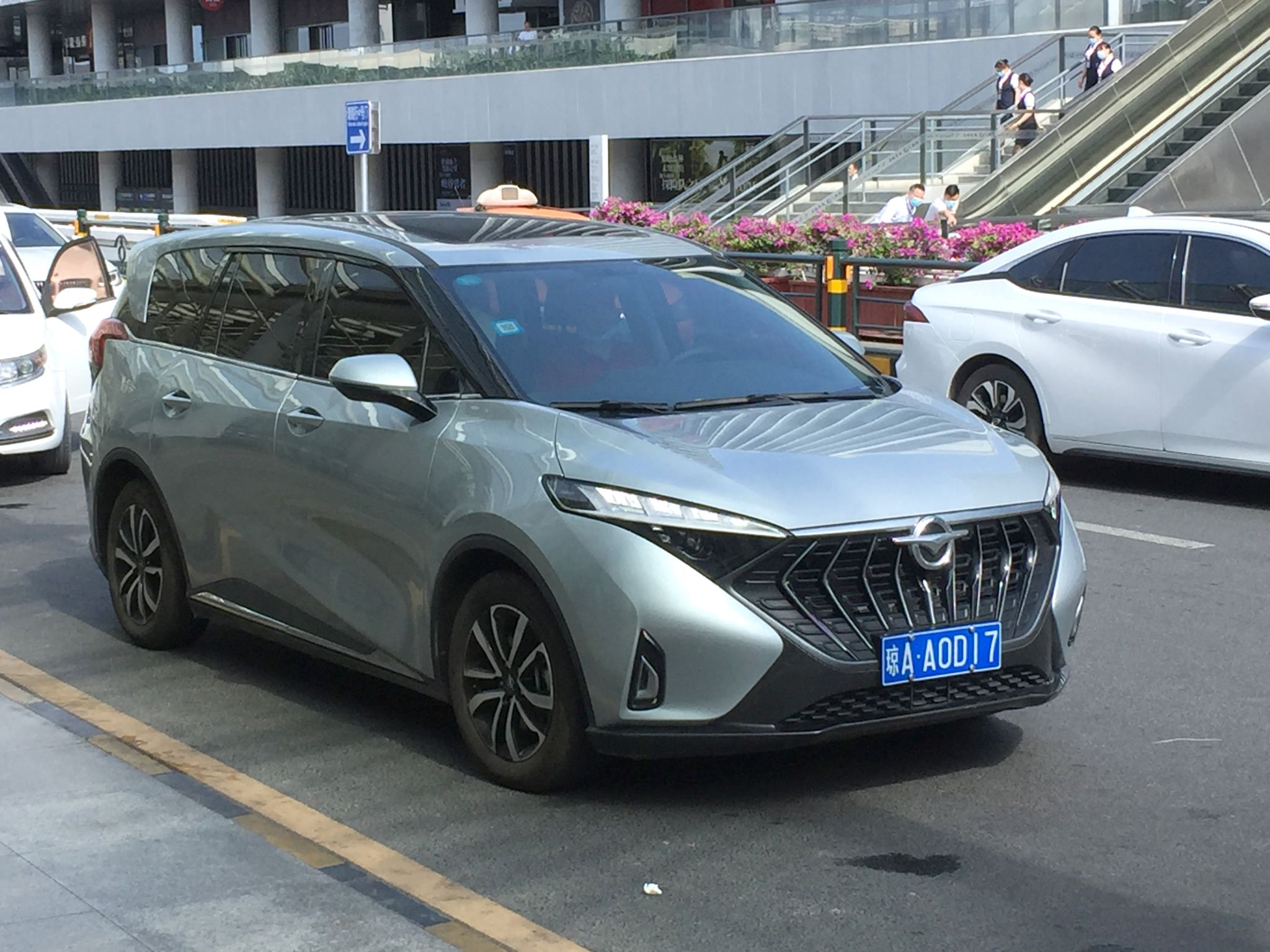
Haima 7X
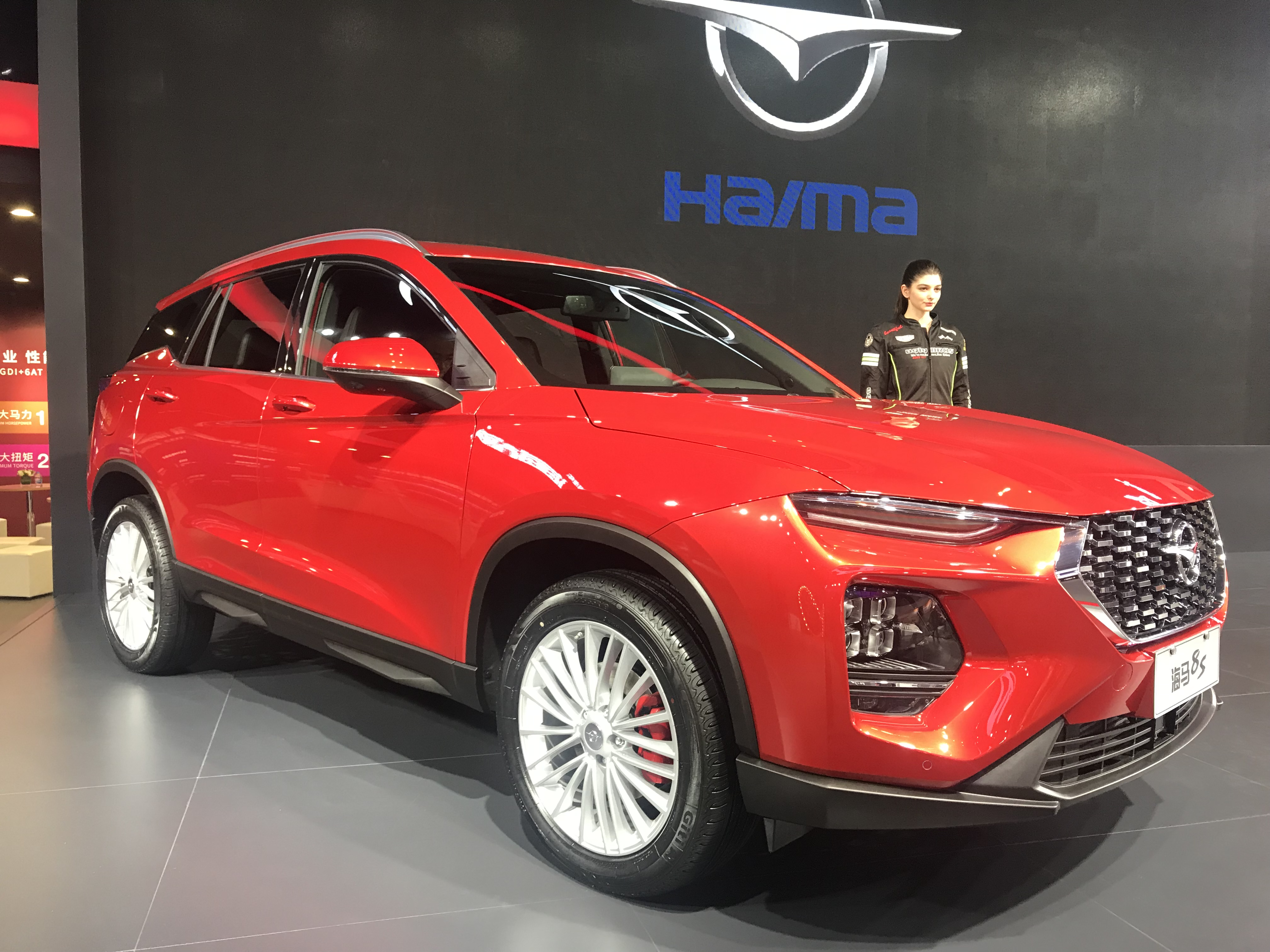
Haima 8S

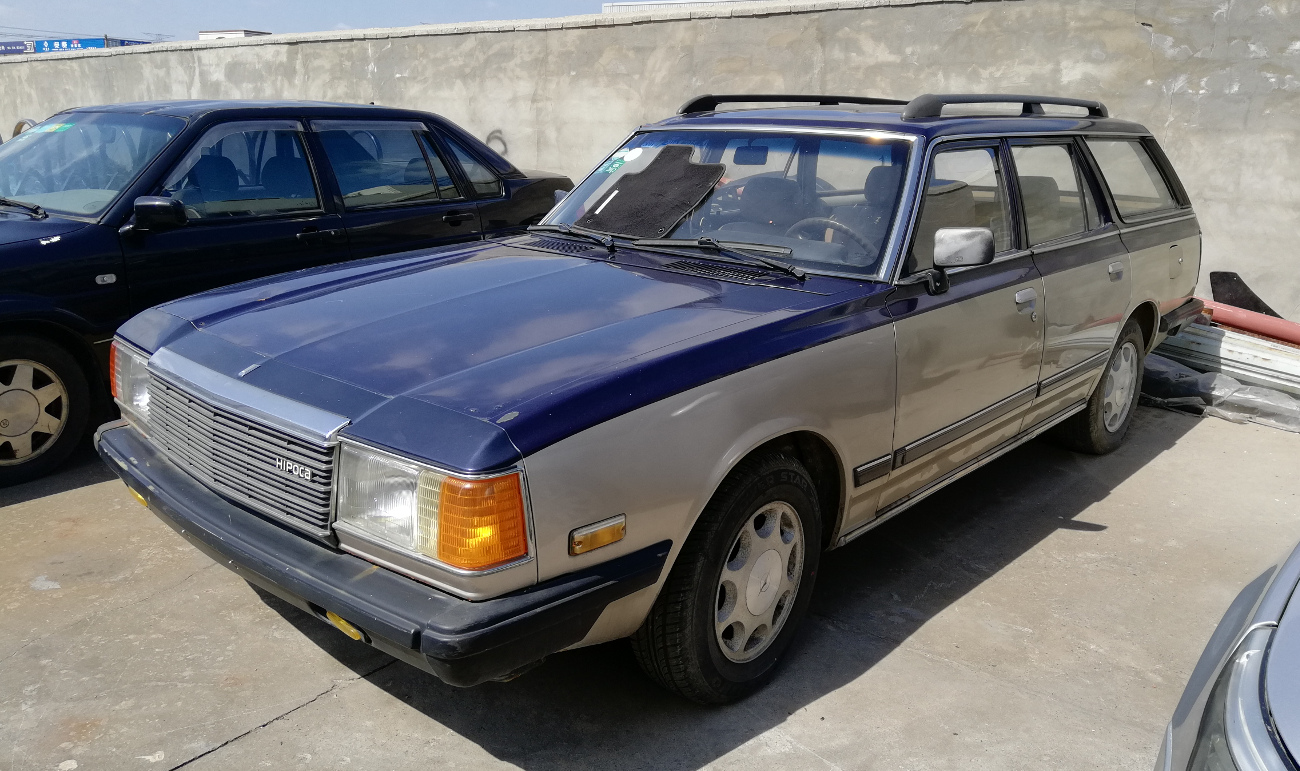
Hainan-Mazda HMC6470
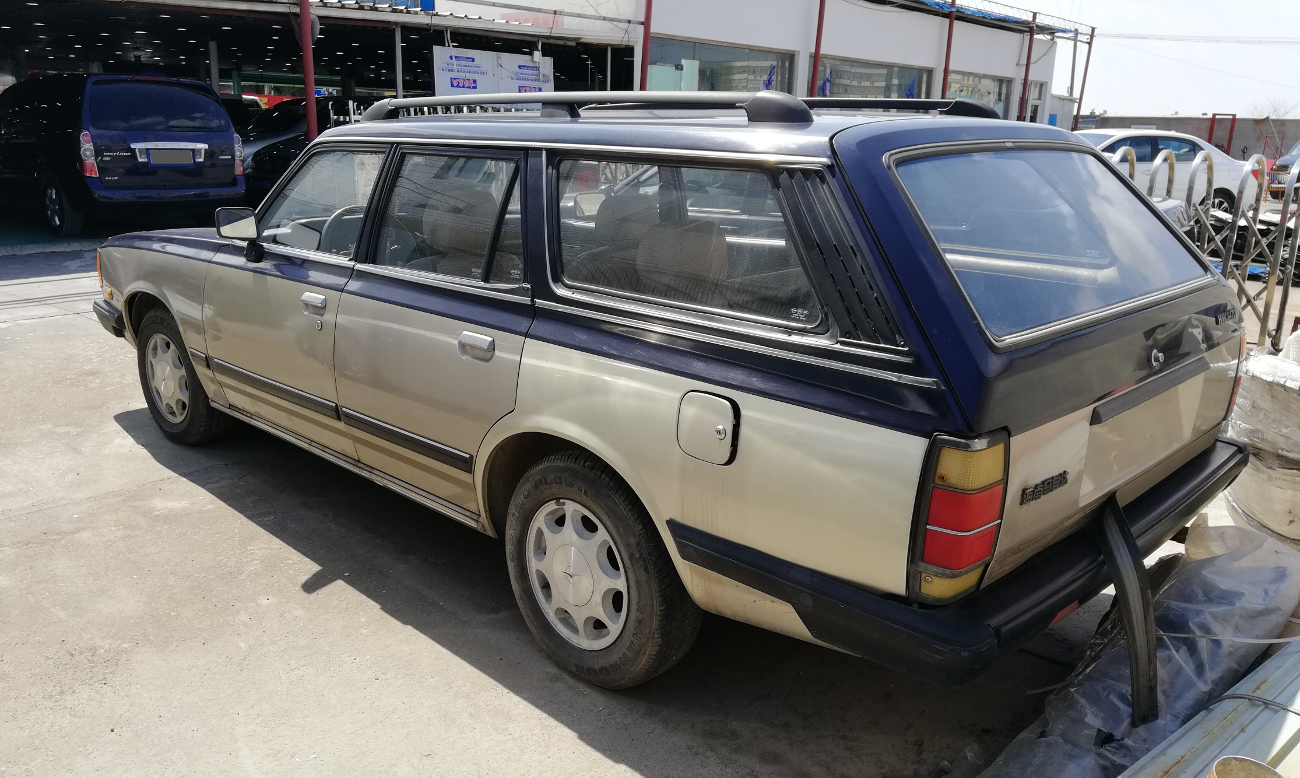
Hainan-Mazda HMC6470

## Продажи
| Год  | Продано |
| ---- | ------- |
| 2009 | 118,000 |
| 2010 | 200,000 |
| 2011 | 230,000 |